# Eishockey-Weltmeisterschaft 1947
Die 14. Eishockey-Weltmeisterschaft und 25. Eishockey-Europameisterschaft fand als erste nach dem Zweiten Weltkrieg vom 15. bis 23. Februar 1947 in Prag in der Tschechoslowakei statt. Acht Mannschaften nahmen teil, es fehlte allerdings Rekordweltmeister Kanada. Der Weltmeister wurde erstmals im Ligaspielbetrieb ermittelt. Die WM endete mit dem ersten Titelgewinn der Tschechoslowakei. Dieser Erfolg bedeutete gleichzeitig den siebten Europameistertitel für die Tschechoslowaken. Erfolgreichster Torschütze war der Tschechoslowake Vladimír Zábrodský mit 29 Toren, die Österreicher gewannen die Fair-Play-Trophäe.

## Spiele
| 15. Februar 1947 15:00 Uhr | Österreich Oskar Nowak (10.) Walter Feistritzer (11.) Franz Zehetmayer (17.) Oskar Nowak (28.) Franz Zehetmayer (33.) Oskar Nowak (41.) Walter Feistritzer (47.) Walter Feistritzer (49:30) Oskar Nowak (59.) Franz Csöngei (59:50) | 10:2 (3:1, 2:1, 5:0) | Polen Hilary Skarżyński (7.) Hilary Skarżyński (27.) | Zimní stadion Štvanice, Prag Zuschauer: 8.000 |

| 15. Februar 1947 19:00 Uhr | Tschechoslowakei Vladimír Zábrodský (4.) Vladimír Zábrodský (9.) Vladimír Zábrodský (12.) Ladislav Troják (19.50) Josef Kus (21.) Stanislav Konopásek (25.) Karel Stibor (30.) Vladimír Zábrodský (32.) Jaroslav Drobný (35.10) Vilibald Šťovík (35.30) Josef Trousílek (36.) Stanislav Konopásek (44.) Vladimír Zábrodský (46.30) Vladimír Zábrodský (47.) Jaroslav Drobný (48.) Stanislav Konopásek (51.30) Vladimír Zábrodský (52.) Jaroslav Drobný (53.30) Jaroslav Drobný (54.) Jaroslav Drobný (56.) Stanislav Konopásek (58.30) Ladislav Troják (59.) Vladimír Zábrodský (59.55) | 23:1 (4:0, 7:1, 12:0) | Rumänien Eduard Pană (33.) | Zimní stadion Štvanice, Prag Zuschauer: 10.000 |

| 15. Februar 1947 21:00 Uhr | Schweden | 4:4 (2:2, 1:0, 1:2) | Schweiz | Zimní stadion Štvanice, Prag Zuschauer: 10.000 |

| 16. Februar 1947 10:00 Uhr | Schweden | 24:1 (8:0, 7:1, 9:0) | Belgien | Zimní stadion Štvanice, Prag Zuschauer: 3.000 |

| 16. Februar 1947 15:00 Uhr | Polen | 6:0 (2:0, 1:0, 3:0) | Rumänien | Zimní stadion Štvanice, Prag Zuschauer: 6.000 |

| 16. Februar 1947 | USA | 4:3 (0:0, 3:2, 1:1) | Schweiz | Zimní stadion Štvanice, Prag |

| 17. Februar 1947 | Österreich | 14:5 (2:0, 6:0, 6:5) | Belgien | Zimní stadion Štvanice, Prag |

| 17. Februar 1947 | Schweiz | 13:3 (7:0, 0:2, 6:1) | Rumänien | Zimní stadion Štvanice, Prag |

| 17. Februar 1947 | Schweden | 4:1 (1:0, 2:0, 1:1) | USA | Zimní stadion Štvanice, Prag |

| 18. Februar 1947 | Tschechoslowakei | 13:5 (2:3, 6:0, 5:2) | Österreich | Zimní stadion Štvanice, Prag |

| 18. Februar 1947 | USA | 13:2 (5:1, 5:0, 3:1) | Belgien | Zimní stadion Štvanice, Prag |

| 18. Februar 1947 | Schweden | 5:3 (0:1, 3:1, 2:1) | Polen | Zimní stadion Štvanice, Prag |

| 19. Februar 1947 | Schweiz | 12:2 (3:1, 7:0, 2:1) | Belgien | Zimní stadion Štvanice, Prag |

| 19. Februar 1947 | Österreich | 6:5 (2:1, 2:3, 2:1) | USA | Zimní stadion Štvanice, Prag |

| 19. Februar 1947 | Schweden | 15:3 (6:2, 6:0, 3:1) | Rumänien | Zimní stadion Štvanice, Prag |

| 19. Februar 1947 | Tschechoslowakei | 12:0 (3:0, 2:0, 7:0) | Polen | Zimní stadion Štvanice, Prag |

| 20. Februar 1947 | USA | 15:3 (6:0, 3:1, 6:2) | Rumänien | Zimní stadion Štvanice, Prag |

| 20. Februar 1947 | Polen | 11:1 (1:0, 6:0, 4:1) | Belgien | Zimní stadion Štvanice, Prag |

| 20. Februar 1947 | Tschechoslowakei | 6:1 (2:1, 2:0, 2:0) | Schweiz | Zimní stadion Štvanice, Prag |

| 21. Februar 1947 | Österreich | 12:1 (2:0, 5:0, 5:1) | Rumänien | Zimní stadion Štvanice, Prag |

| 21. Februar 1947 | USA | 3:2 (1:0, 1:2, 1:0) | Polen | Zimní stadion Štvanice, Prag |

| 21. Februar 1947 | Tschechoslowakei | 24:0 (9:0, 5:0, 10:0) | Belgien | Zimní stadion Štvanice, Prag |

| 22. Februar 1947 | Rumänien | 6:4 (2:1, 3:0, 1:3) | Belgien | Zimní stadion Štvanice, Prag |

| 22. Februar 1947 | Schweiz | 5:0 (3:0, 0:0, 2:0) | Österreich | Zimní stadion Štvanice, Prag |

| 22. Februar 1947 | Tschechoslowakei | 1:2 (0:1, 0:1, 1:0) | Schweden | Zimní stadion Štvanice, Prag |

| 23. Februar 1947 | Schweiz | 9:3 (3:1, 1:0, 5:2) | Polen | Zimní stadion Štvanice, Prag |

| 23. Februar 1947 15:00 Uhr | Österreich Rudolf Wurmbrandt (13.) Helfried Winger (56.) | 2:1 (1:0, 1:0, 0:1) | Schweden Rolf Eriksson-Hemlin (57:10) | Zimní stadion Štvanice, Prag Zuschauer: 10.000 |

| 23. Februar 1947 19:30 Uhr | Tschechoslowakei Miroslav Sláma (14.) Josef Kus (16.) Karel Stibor (28.) Jaroslav Drobný (53.) Stanislav Konopásek (54.) Stanislav Konopásek (60.) | 6:1 (2:0, 1:1, 3:0) | USA Hector Rousseau (30.) | Zimní stadion Štvanice, Prag Zuschauer: 12.000 |

## Abschlusstabelle der WM
| Pl | Mannschaft         | Sp | S | U | N | Tore   | Diff | Punkte |
| -- | ------------------ | -- | - | - | - | ------ | ---- | ------ |
| 1  | Tschechoslowakei   | 7  | 6 | 0 | 1 | 85:10  | +75  | 12: 2  |
| 2  | Schweden           | 7  | 5 | 1 | 1 | 55:15  | +40  | 11: 3  |
| 3  | Österreich         | 7  | 5 | 0 | 2 | 49:32  | +17  | 10: 4  |
| 4  | Schweiz            | 7  | 4 | 1 | 2 | 47:22  | +25  | 9: 5   |
| 5  | Vereinigte Staaten | 7  | 4 | 0 | 3 | 42:26  | +16  | 8: 6   |
| 6  | Polen              | 7  | 2 | 0 | 5 | 27:40  | −13  | 4:10   |
| 7  | Rumänien           | 7  | 1 | 0 | 6 | 17:88  | −71  | 2:12   |
| 8  | Belgien            | 7  | 0 | 0 | 7 | 15:104 | −89  | 0:14   |

### Beste Scorer
| Spieler              | Mannschaft       | Tore | Vorlagen | Punkte |
| -------------------- | ---------------- | ---- | -------- | ------ |
| Vladimír Zábrodský   | Tschechoslowakei | 29   | 9        | 38     |
| Lars Ljungman        | Schweden         | 20   | 7        | 27     |
| Stanislav Konopásek  | Tschechoslowakei | 14   | 11       | 25     |
| Oskar Nowak          | Österreich       | 14   | 5        | 19     |
| Jaroslav Drobný      | Tschechoslowakei | 14   | 4        | 18     |
| Ulrich Poltera       | Schweiz          | 9    | 8        | 17     |
| Holger Nurmela       | Schweden         | 7    | 10       | 17     |
| Ladislav Troják      | Tschechoslowakei | 5    | 11       | 16     |
| Othmar Delnon        | Schweiz          | 6    | 9        | 15     |
| Friedrich Demmer     | Österreich       | 12   | 2        | 14     |
| Reto Delnon          | Schweiz          | 10   | 4        | 14     |
| Rolf Eriksson-Hemlin | Schweden         | 9    | 5        | 14     |
| Walter Feistritzer   | Österreich       | 9    | 4        | 13     |
| Gebhard Poltera      | Schweiz          | 7    | 6        | 13     |
| Hans-Martin Trepp    | Schweiz          | 7    | 4        | 11     |

### Meistermannschaften

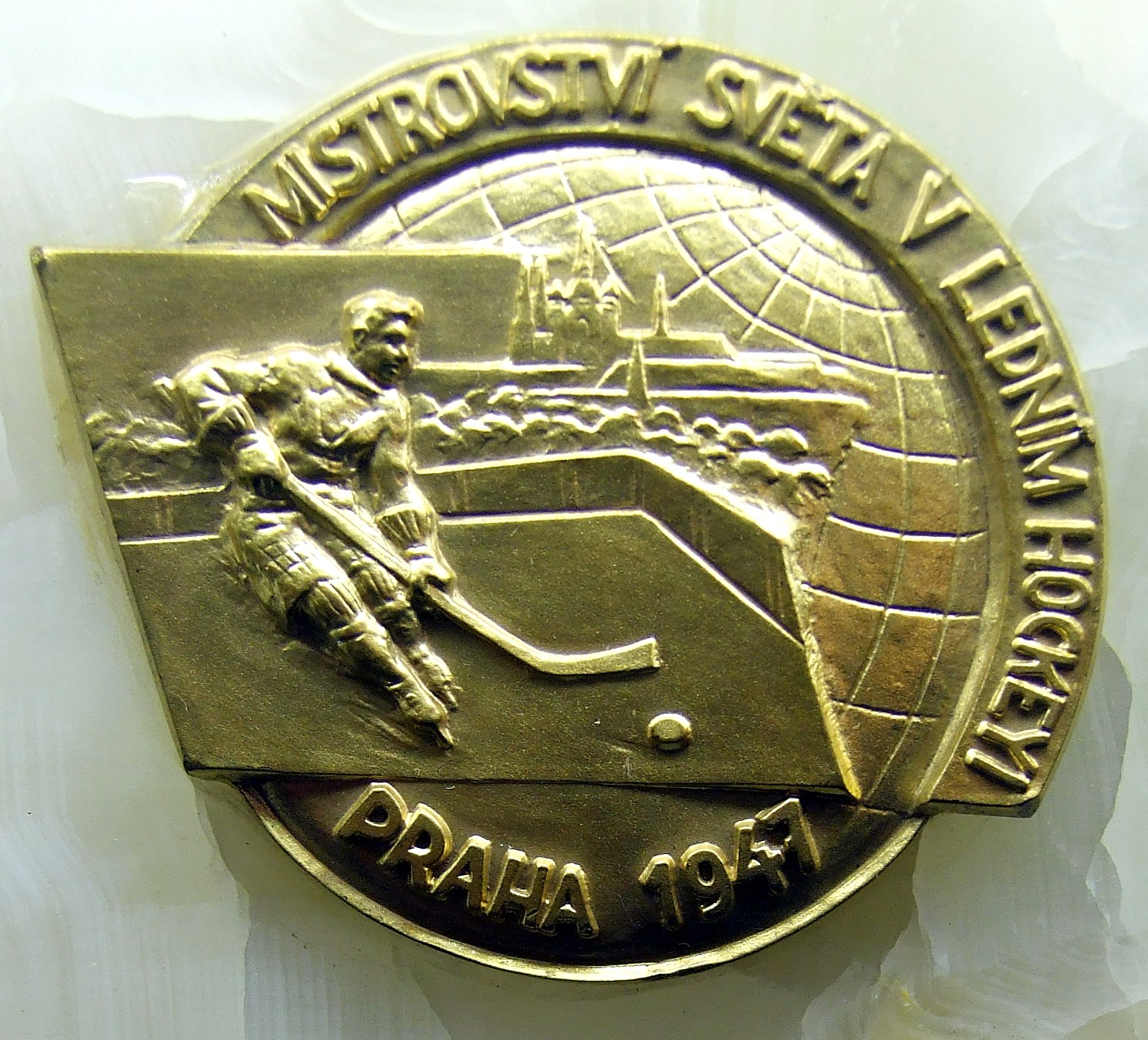
Goldmedaille der Weltmeisterschaft

| Weltmeister 1947 Tschechoslowakei | Bohumil Modrý, Zdeněk Jarkovský, Josef Trousílek, Vilibald Šťovík, František Pácalt, Miroslav Sláma, Miloslav Pokorný, Ladislav Troják, Vladimír Zábrodský, Stanislav Konopásek, Josef Kus, Jaroslav Drobný, Karel Stibor, Václav Roziňák, Vladimír Bouzek   |
| Silber Schweden                   | Arne Johansson, Charles Larsson – Rune Johansson, Gunnar Landelius, Åke Olsson – Åke Andersson, Sigge Boström, Rolf Eriksson-Hemlin, Hans Hjelm, Erik Johansson, Lars Ljungman, Birger Nilsson, Holger Nurmela, Bror Pettersson, Rolf Pettersson             |
| Bronze Österreich                 | Josef Wurm, Alfred Huber – Franz Csöngei, Reinhold Egger, Fritz Demmer, Egon Engel – Walter Feistritzer, Oskar Nowak, Franz Zehetmayer, Rudolf Wurmbrandt, Friedrich Walter, Hans Schneider, Willibald Stanek, Gerdi Springer, Adolf Hafner, Helfried Winger |

### Abschlussplatzierung der EM
| Rang | Team             |
| ---- | ---------------- |
| 1    | Tschechoslowakei |
| 2    | Schweden         |
| 3    | Österreich       |
| 4    | Schweiz          |
| 5    | Polen            |
| 6    | Rumänien         |
| 7    | Belgien          |